# Хлорида
Хлори́да (дав.-гр. Χλῶρις від χλωρός, що означає «зеленувато-жовтий», «бліднуватий», «мертвотно-блідий», або «прісний») — у давньогрецькій міфології старша дочка дочка царя Фів Амфіона та Ніоби.
Єдина ніобіда (мала ім'я Мелібоя), що врятувалася: коли її братів і сестер убивали, вона вблагала про милість Лето, при цьому від страху ставши блідою, отримала нове ім'я — Хлориди. З братом Аміклом побудувала храм Лето в Аргосі. Перемогла в бігу на Герея в Олімпії.
Її ім'ям названо браму Фів.
Дружина царя міста Пілос Нелея, мати Перо і 12 синів, зокрема Періклемена та Нестора. Зображена в Аїді на картині Полігнота в Дельфах, схилилася на коліна до ФІЕ.
За іншою версією, Хлорида також вважалася богинею квітів, дружиною Зефіра, й ототожнювалася з Флорою (пор. картину Боттічеллі «Весна»).
Є й інші версії, зокрема: вона донька сина Іасія (царя Орхомена).
На честь Хлориди названо астероїд (410) Хлорида, відкритий 1896 року.